# Santana PS10
O PS10 é um jipe rústico de porte médio da  Santana Motor.